# Polystichum discretum
Polystichum discretum är en träjonväxtart som först beskrevs av David Don, och fick sitt nu gällande namn av John Smith. Polystichum discretum ingår i släktet Polystichum och familjen Dryopteridaceae. Inga underarter finns listade.